# Георгій Палеолог
Георгій Палеолог (бл. 1068 — бл.1110) — військовий діяч Візантійської імперії.

## Життєпис
Походив з провінційної знаті. Син Никифора Палеолога, стратега феми Месопотамія. Про дату народження та молоді роки відомостей обмаль. Розпочав службу у війську, виявивши до неї значний хист. Ймовірно воював спочатку проти сельджуків, потім печенігів, угорців. На 1078 рік Георгія Палеолог відомий у хронітах як вже знаний військовий очільник. Того ж року брав участь у заколоті Никифора Вотаніата проти імператора Михайла VII. 1079 році під орудою євнуха Іоанна за наказом імператора Никифора III брав участь у придушенні заколоту Никифора Меліссена, але не зміг здобути міста Нікеї, де той отаборився.
У 1081 році підтримав заколот Олексія Комніна проти імператора Никифора III. Біля Константинополя йому протистояв рідний батько, що залишився вірним імператорові. В цей момент Георгій Палеолог відіграв важливу роль, оскільки перехопив листа імператора до Никифора Меліссена, якому пропонував зайняти Константинополь та стати імператором (Никифор III йому поступався без бою). Завдяки цьому Олексій Комнін зумів завершити перемовини з Никифором Меліссеном щодо відмови того від боротьби за владу. Після зречення Никифора III та оголошення імператором Олексія Комніна Георгій Палеолог стає одним з довірених військовиків. Цьому також сприяв шлюб Палеолога з сестрою імператриці. Разом з тим конфлікт з імператрицею-матір'ю Анною Даласеною щодо ставлення до роду Дук не сприяло призначенню Палеолога на значні посади.
1081 року імперія зіткнулася з вторгненням військ норманів з південної Італії. Війська ворога взяли в облогу важливе місто Діррахіум, яке обороняв Никифор Палеолог. Всупереч порадам Георгія Палеолога імператор Олексій I вирішив атакувати негайно й всім візантійським військом. В результаті у битві при Діррахіумі візантійці зазнали нищівної поразки.
До 1083 року Георгія Палеолог брав участь у боротьбі проти норманів. У 1087 та 1089 роках під орудою імператора бився з печенізькими ордами. У першій битві також імператор знехтував порадами Палеолога, внаслідок чого візантійці зазнали тяжкої поразки. 1091 року звитяжив у битві при Левуніоні, де візантійці спільно з половцями завдали нищівної поразки печенігам. за це отримав високий титлу протоновессиліма.
Подальші відомості про діяльність Георгія Палеолога вкрай уривчасті. 1094 року брав участь у Влахернському соборі. 1095 році брав участь у захисті феми Болгарія від нападу половецьких загонів. 1096 року вступив у суперечку з Танкредом Тарентським, учасником Першого хрестового походу, через відмову того надати присягу імператору Олексію I. Помер Георгій Палеолог близько 1110 року.

## Родина
Дружина — Анна, донька Андроніка Дуки, великого доместіка, пропроедра
Діти:
- Никифор. Його онук Олексій став мегадуксом (очільником візантійського флоту)
- Олексій. Його онук Олексій деякий час був спадкоємцем імператора Олексія III
- Михайло (д/н—1156), себаст, очільник війська в Південній Італії
- Андронік (1083/1185 — 1115/1118), дука Фессалонік